# マカク属
マカク属（マカクぞく、Macaca）は、哺乳綱霊長目オナガザル科に含まれる属。

## 分布
アフリカ大陸北西部、ユーラシア大陸南部、インドネシア、スリランカ、日本
バーバリーマカクを除いてアジアに分布する。日本に分布するニホンザルは現生種の霊長類では（ヒトを除くと）最も北に分布する。

## 形態
胴体は長く頑丈。
頬袋があり、食べた物を一時的に蓄えることができる。前肢よりも後肢が長い。第1指は他の指と対向し、物をつかむことや樹上での活動に適している。
出産直後のオス幼獣には空洞の大きな陰嚢がある。

## 分類
アフリカ大陸北部が起源だと考えられている。スペインの中新世末期の地層からバーバリーマカクの化石が発見され、鮮新世にはイギリス南東部を含むヨーロッパ広域に分布していたと考えられている。インドネシアの更新世の地層からはカニクイザルやブタオザル類と思われる化石が発見されている。現生種の多くはユーラシア大陸に進入した後に東に移動し、鮮新世以降に種分化したとする説もある。
亀頭の形態から、silenus-sylvanus種群（シシオザル-バーバリマカク群）・sinica種群（トクモンキー群）・fascicularis種群（カニクイザル群）・arctoides種群（ベニガオザル群）の4種群に区別する説もある。一方でバーバリーマカクをアジア産現生種との共通祖先から初期に分岐した種とし、ベニガオザルをsinica種群に含める説もあり、分子系統解析では後者の説が有力とされる。ベニガオザルはY染色体とミトコンドリアDNAで異なる種群に位置付けられることから、sinica種群とfascicularis種群の雑種が起源として考えられている。
以下の現生種の分類・和名・英名は、日本モンキーセンター霊長類和名編纂ワーキンググループ (2018) に従う。
- Macaca arctoides ベニガオザル Stump-tailed macaque[5]
- Macaca assamensis アッサムモンキー Assam macaque[5]
- Macaca cyclopis タイワンザル Formosan macaque
- Macaca fascicularis カニクイザル Long-tailed macaque
- Macaca fuscata ニホンザル Japanese macaque
- Macaca hecki ヘックモンキー Heck's macaque
- Macaca leonina キタブタオザル Northern pig-tailed macaque
- Macaca maura ムーアモンキー Moor macaque[11]
- Macaca mulatta アカゲザル Rhesus monkey
- Macaca munzala アルナーチャルマカク Arunachal macaque
- Macaca nemestrina ミナミブタオザル Southern pig-tailed macaque
- Macaca nigra クロザル Crested macaque
- Macaca nigrescens ゴロンタロマカク Gorontalo macaque
- Macaca ochreata ブーツモンキー Booted macaque
- Macaca pagensis パガイマカク Pagai macaque
- Macaca radiata ボンネットモンキー Bonnet macaque
- Macaca siberu シベルトマカク Siberut macaque
- Macaca silenus シシオザル Lion-tailed macaque[5]
- Macaca sinica トクモンキー Toque macaque
- Macaca sylvanus バーバリーマカク Barbary macaque
- Macaca thibetana チベットモンキー Tibetan macaque
- Macaca tonkeana トンケアンモンキー Tonkean macaque

### 化石種
- Macaca majori（サルデーニャ島産） - など

## 人間との関係
マカクはアフリカの言語でサルを指す語、さらにそれが転じたポルトガル語macacoに由来する。
開発や放牧による生息地の破壊、狩猟、害獣としての駆除などにより生息数が減少している種もいる。
日本ではマカカ属（マカク属）単位で特定動物に指定されている（特定外来生物に指定されているアカゲザル・カニクイザル・タイワンザルを除く）。

## 画像

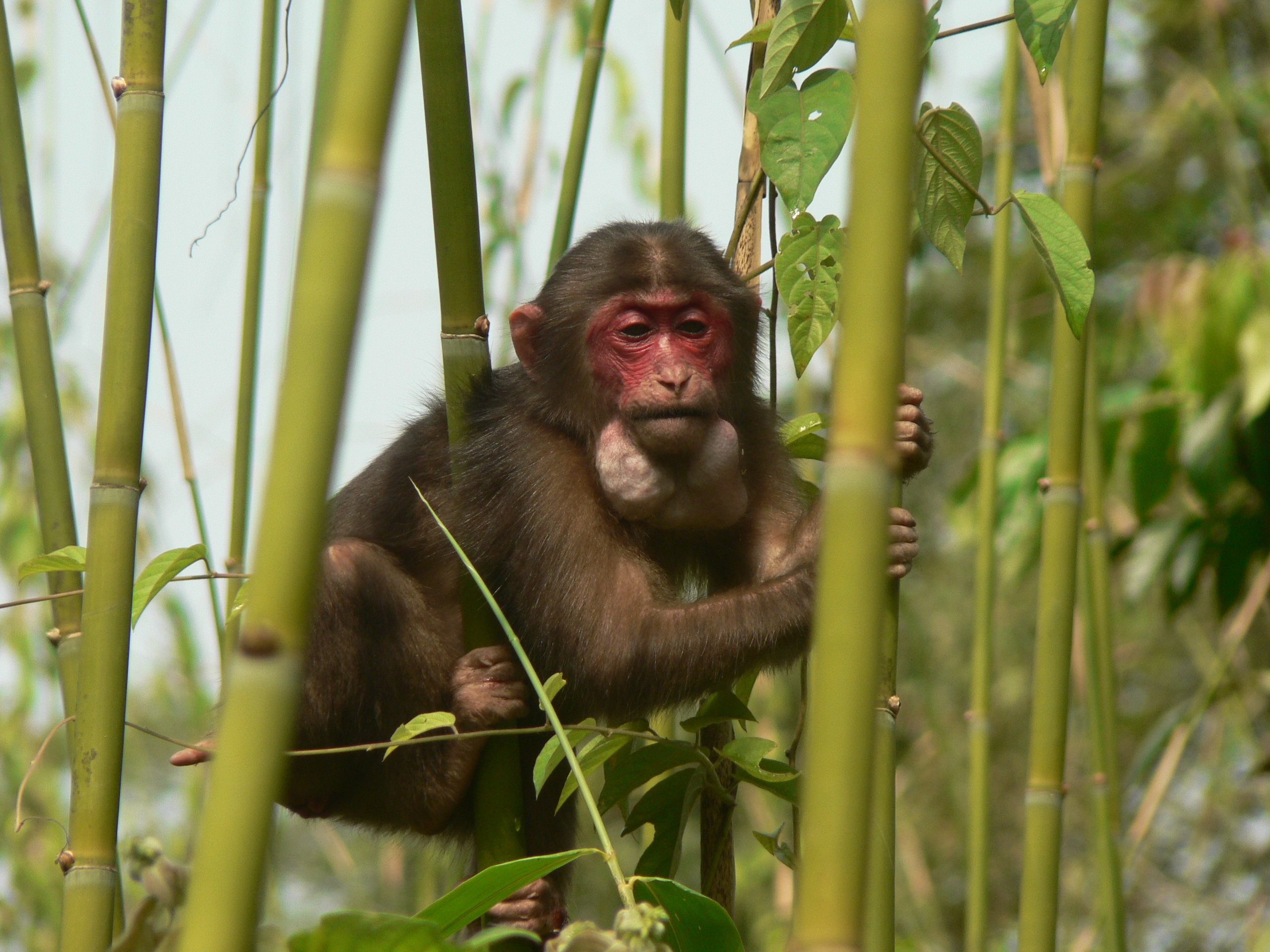
ベニガオザル M. arctoides
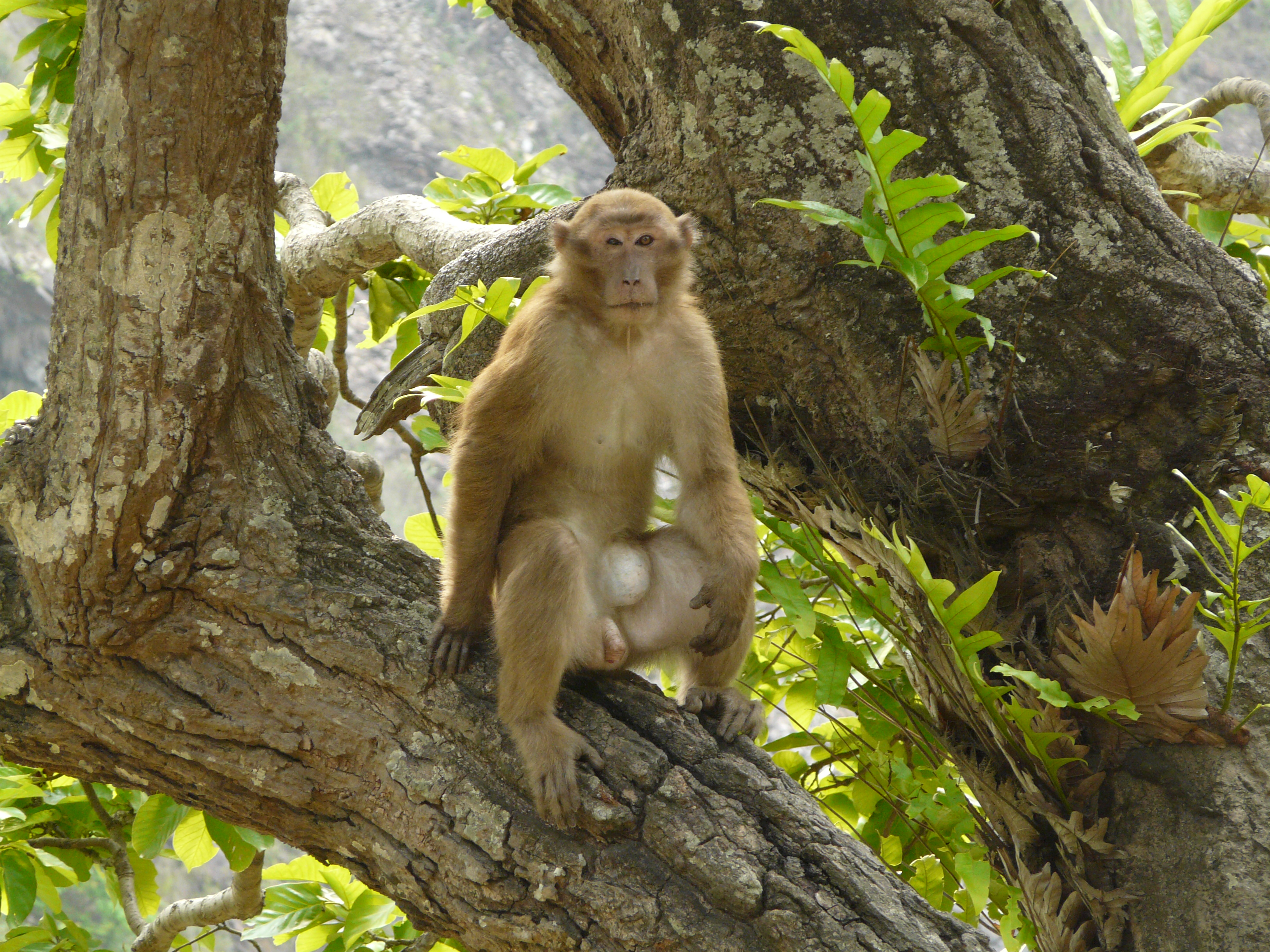
アッサムモンキー M. assamensis
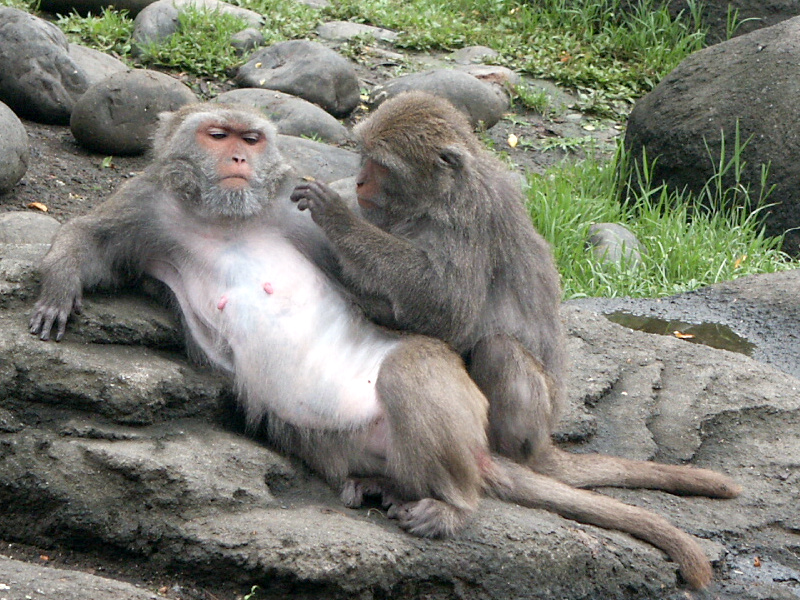
タイワンザル M. cyclopis
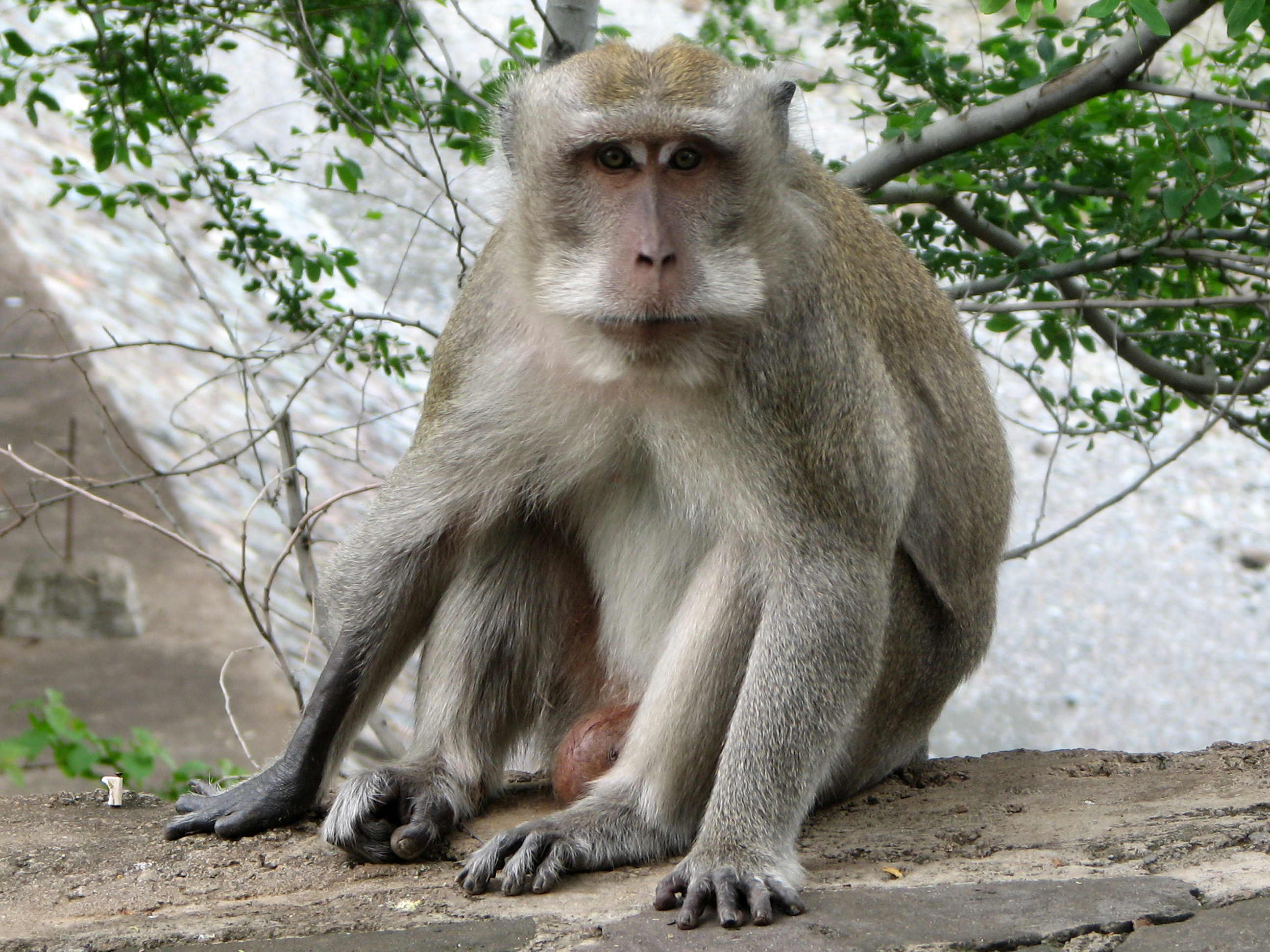
カニクイザル M. fascicularis
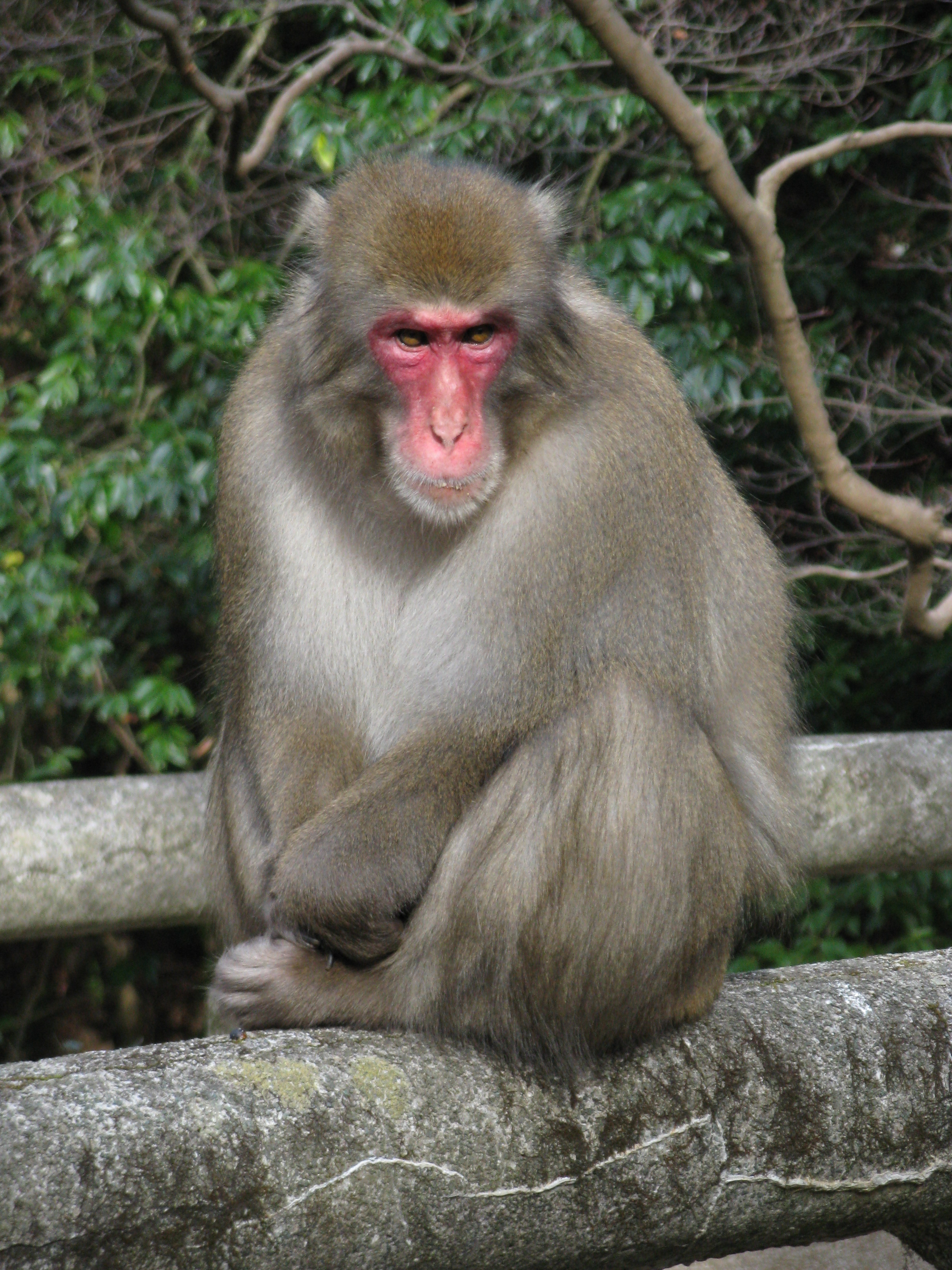
ニホンザル M. fuscata
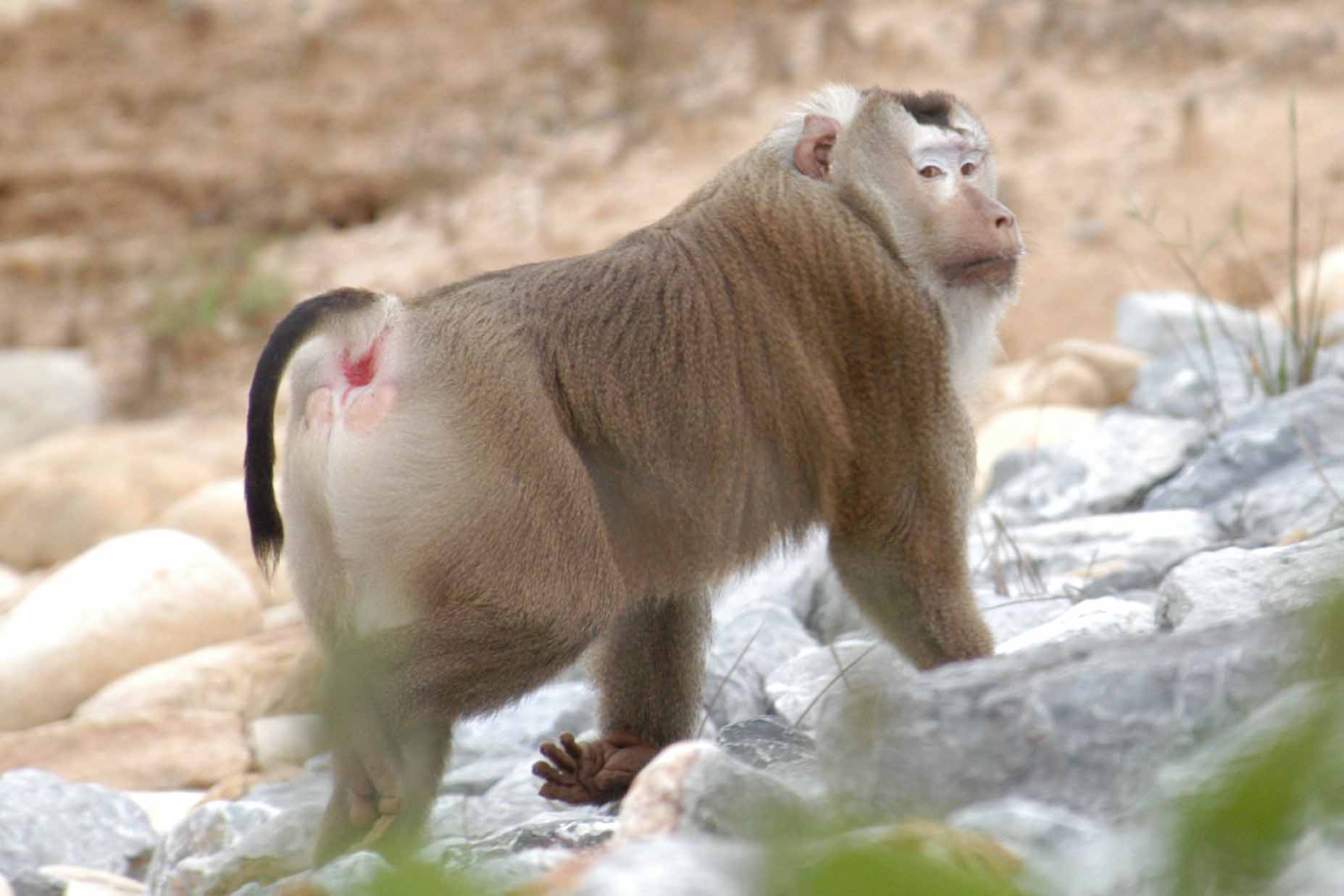
キタブタオザル M. leonira
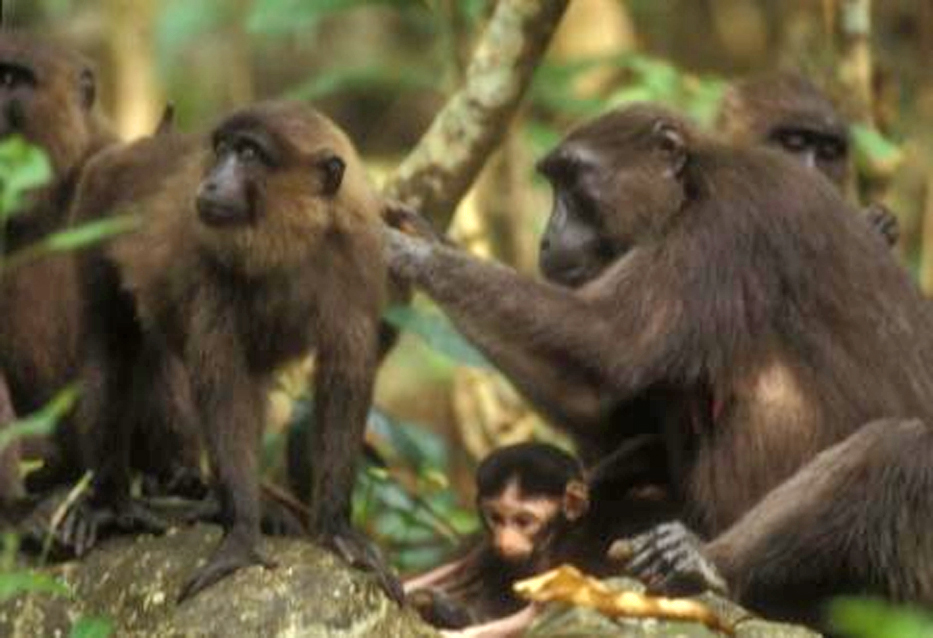
ムーアモンキー M. maura
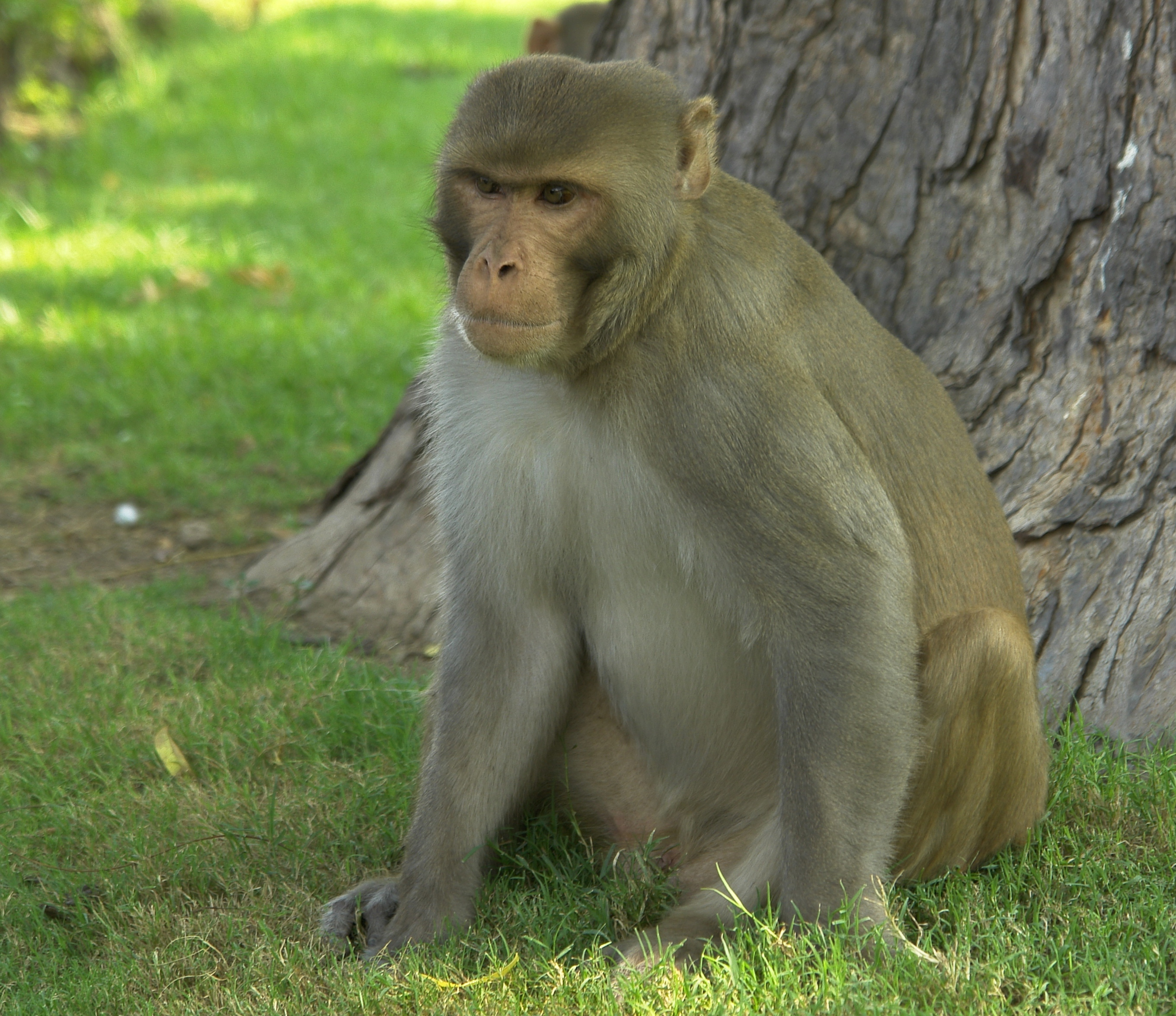
アカゲザル M. mulatta
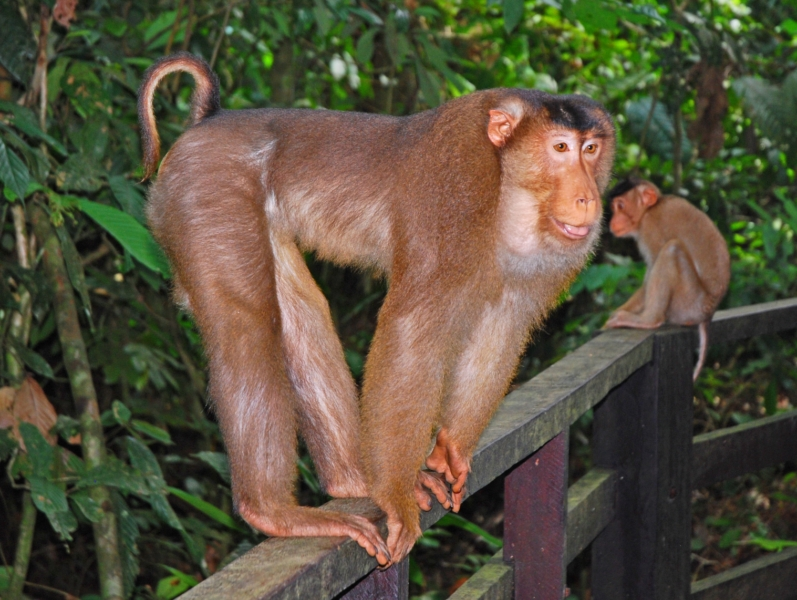
ミナミブタオザル M. nemastrina
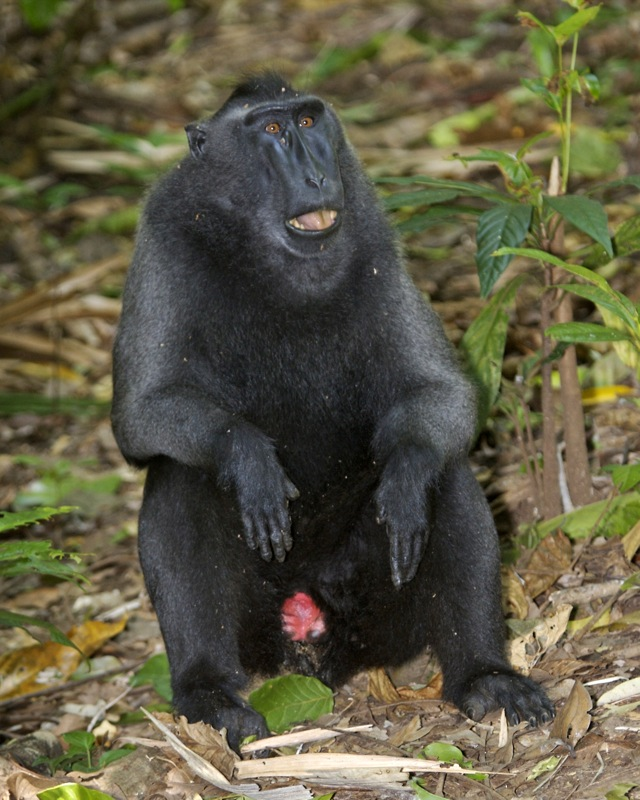
クロザル M. nigra
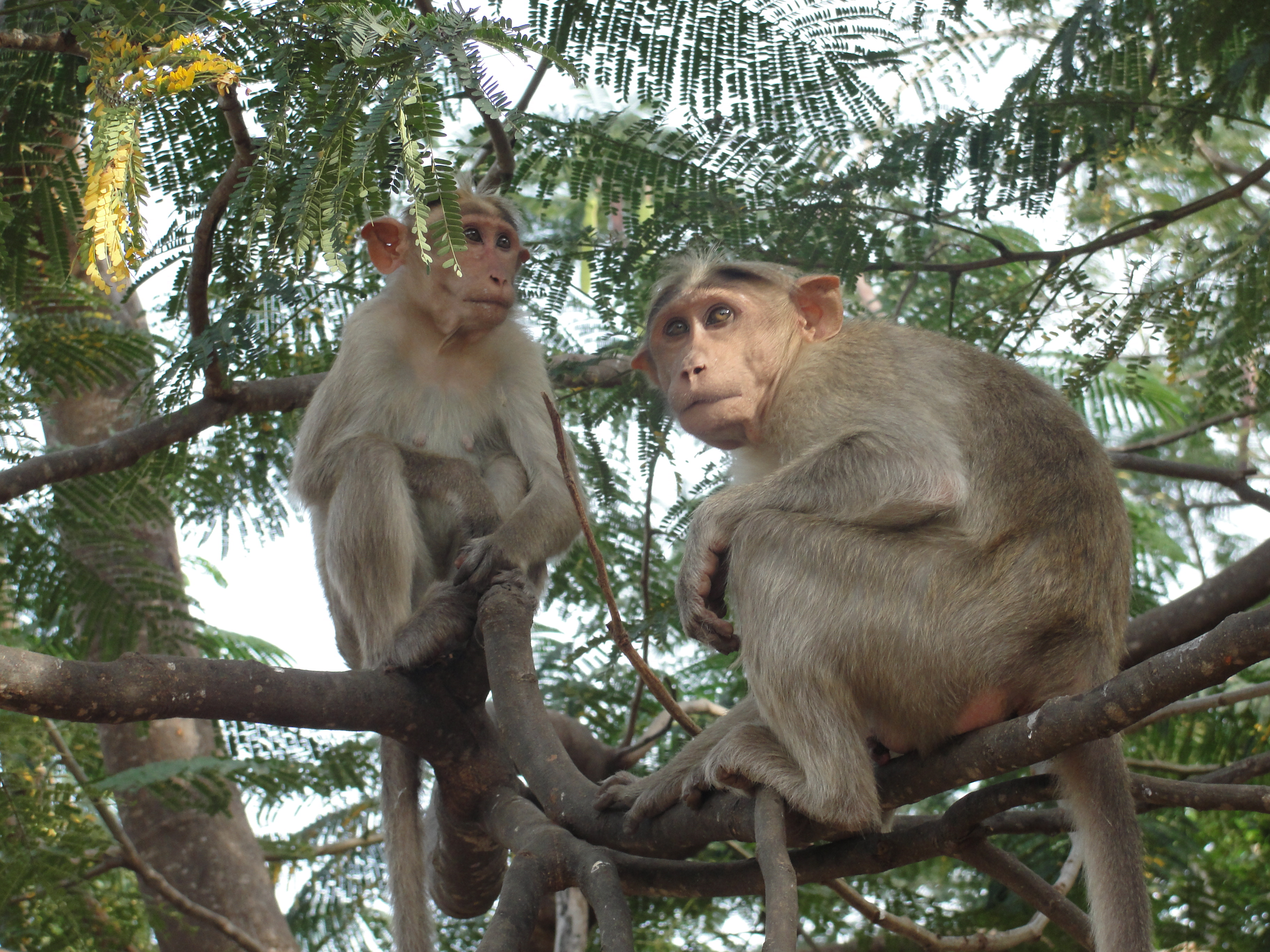
ボンネットモンキー M. radiata
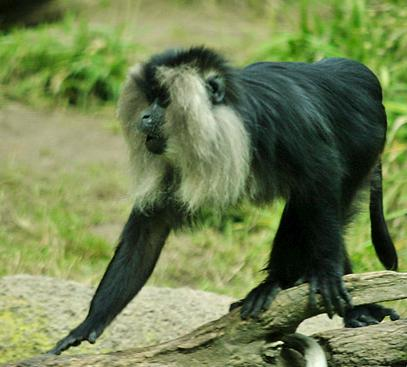
シシオザル M. silenus
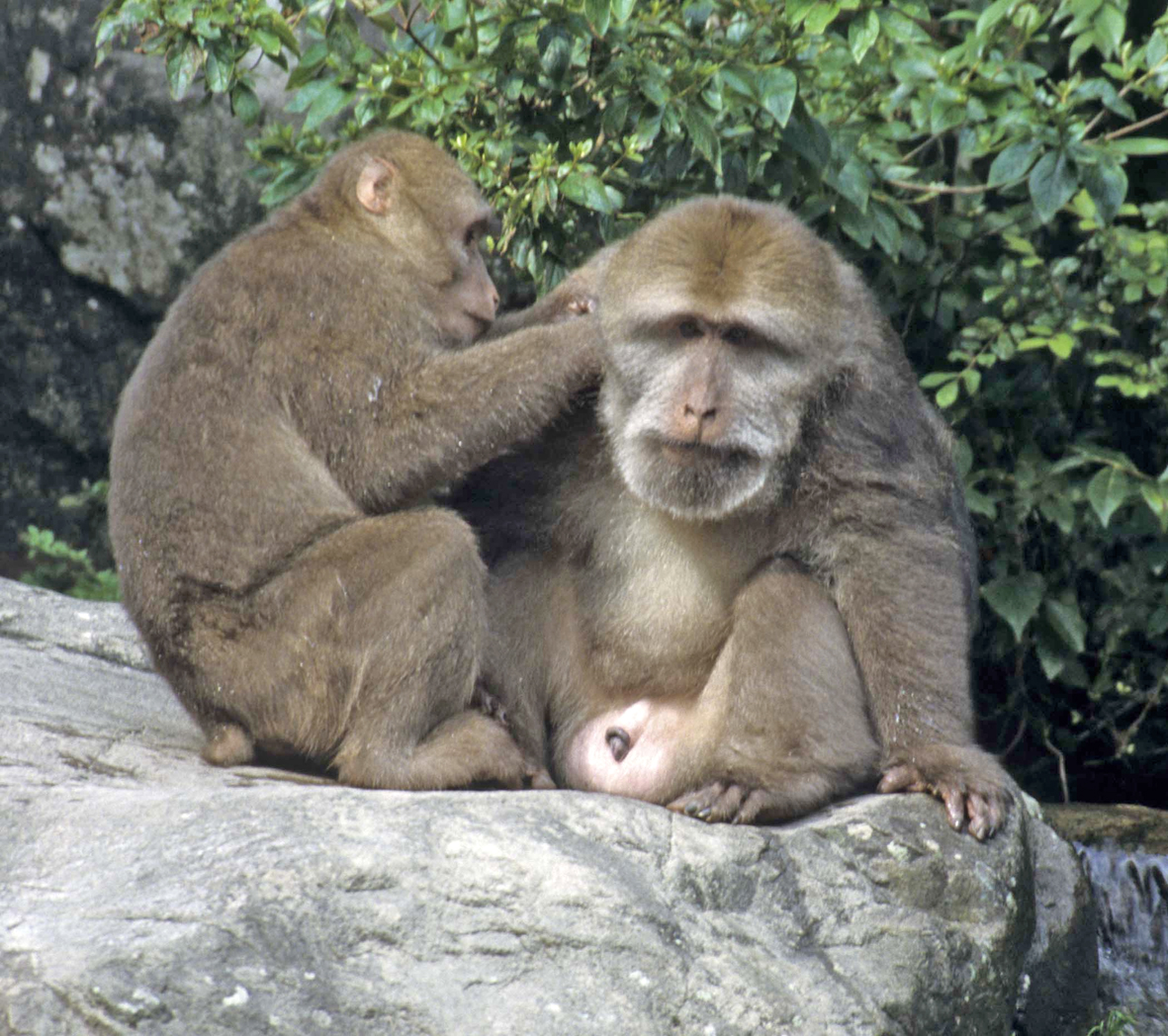
チベットモンキー M. thibetana
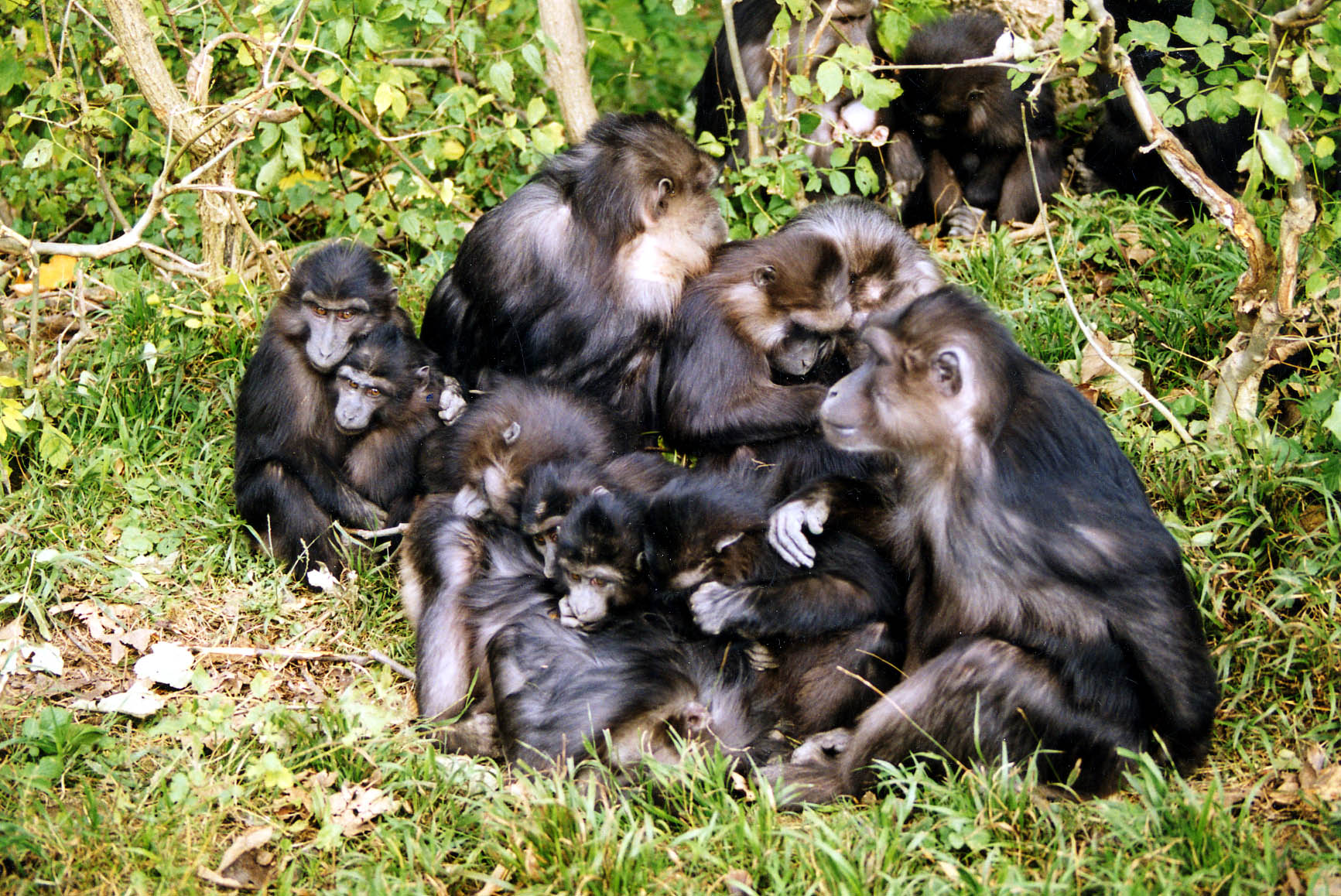
トンケアンモンキー M. tonkeana